# Lista siturilor arheologice din județul Ilfov - D
Lista siturilor arheologice din județul Ilfov - D conține toate siturile arheologice din județul Ilfov înscrise în Repertoriul Arheologic Național (RAN) și aflate în localități al căror nume începe cu litera D. RAN este administrat de Ministerul Culturii și Patrimoniului Național și cuprinde date științifice, cartografice, topografice, imagini și planuri, precum și orice alte informații privitoare la zonele cu potențial arheologic, studiate sau nu, încă existente sau dispărute.
Puteți căuta un sit din localitățile care încep cu litera D folosind formularul de mai jos sau puteți naviga prin toate siturile din județ la Lista siturilor arheologice din județul Ilfov.
| Cod RAN                                   | Denumire | Localitate                              | Adresă                   | Datare                          | Descoperit | Coordonate | Imagine           | Erori            |
| ----------------------------------------- | --- | --------------------------------------- | ------------------------ | ------------------------------- | ---------- | ---------- | ----------------- | ---------------- |
| 100987.01.01 (Cod LMI: IF-I-s-B-20264)    | Situl arheologic de la Dumbrăveni-La Nisipărie IV / ansamblu anonim (Categorie: locuire civilă) (Tip: Așezare)        | sat Dumbrăveni, comuna Balotești        | La Nisipărie IV          | Tei - V                         |            |            | Încărcați imagine | Raportați eroare |
| 100987.01.02 (Cod LMI: IF-I-m-B-20264.02) | Situl arheologic de la Dumbrăveni-La Nisipărie IV / ansamblu anonim (Categorie: locuire civilă) (Tip: Așezare)        | sat Dumbrăveni, comuna Balotești        | La Nisipărie IV          | geto-dacică sec. II - I a. Chr. |            |            | Încărcați imagine | Raportați eroare |
| 100987.01.03 (Cod LMI: IF-I-m-B-20264.01) | Situl arheologic de la Dumbrăveni-La Nisipărie IV / ansamblu anonim (Categorie: locuire civilă) (Tip: Așezare)        | sat Dumbrăveni, comuna Balotești        | La Nisipărie IV          | sec. IV-V p. Chr.               |            |            | Încărcați imagine | Raportați eroare |
| 100987.02.01                              | Situl arheologic de la Dumbrăveni / ansamblu anonim (Categorie: locuire civilă) (Tip: Așezare)                        | sat Dumbrăveni, comuna Balotești        |                          |                                 |            |            | Încărcați imagine | Raportați eroare |
| 100987.02.02                              | Situl arheologic de la Dumbrăveni / ansamblu anonim (Categorie: locuire civilă) (Tip: Așezare)                        | sat Dumbrăveni, comuna Balotești        |                          | geto-dacică                     |            |            | Încărcați imagine | Raportați eroare |
| 100987.02.03                              | Situl arheologic de la Dumbrăveni / ansamblu anonim (Categorie: locuire civilă) (Tip: Așezare)                        | sat Dumbrăveni, comuna Balotești        |                          |                                 |            |            | Încărcați imagine | Raportați eroare |
| 100987.02.04                              | Situl arheologic de la Dumbrăveni / ansamblu anonim (Categorie: locuire civilă) (Tip: Așezare)                        | sat Dumbrăveni, comuna Balotești        |                          |                                 |            |            | Încărcați imagine | Raportați eroare |
| 102482.01.01 (Cod LMI: IF-I-m-B-15183.02) | Situl arheologic de la Dascălu (Vărăști) / ansamblu anonim (Categorie: locuire civilă) (Tip: Așezare)                 | sat Dascălu, comuna Dascălu             |                          |                                 |            |            | Încărcați imagine | Raportați eroare |
| 102482.01.02 (Cod LMI: IF-I-m-B-15183.01) | Situl arheologic de la Dascălu (Vărăști) / ansamblu anonim (Categorie: locuire civilă) (Tip: Așezare)                 | sat Dascălu, comuna Dascălu             |                          | sec. IX - XI                    |            |            | Încărcați imagine | Raportați eroare |
| 102534.01.01 (Cod LMI: IF-I-s-B-15184)    | Așezarea medievală Dărăști-Ilfov / ansamblu anonim (Categorie: locuire civilă) (Tip: Așezare)                         | sat Dărăști-Ilfov, comuna Dărăști-Ilfov |                          | sec.XVI-XVII                    |            |            | Încărcați imagine | Raportați eroare |
| 102589.01.01 (Cod LMI: IF-I-m-B-15188.03) | Situl arheologic de la Domnești - "cătunul Cațiche" / ansamblu anonim (Categorie: locuire civilă) (Tip: Așezare)      | sat Domnești, comuna Domnești           | cătunul Cațiche          |                                 |            |            | Încărcați imagine | Raportați eroare |
| 102589.01.02 (Cod LMI: IF-I-m-B-15188.02) | Situl arheologic de la Domnești - "cătunul Cațiche" / ansamblu anonim (Categorie: locuire civilă) (Tip: Așezare)      | sat Domnești, comuna Domnești           | cătunul Cațiche          | sec. III - IV p. Chr.           |            |            | Încărcați imagine | Raportați eroare |
| 102589.01.03 (Cod LMI: IF-I-m-B-15188.01) | Situl arheologic de la Domnești - "cătunul Cațiche" / ansamblu anonim (Categorie: locuire civilă) (Tip: Așezare)      | sat Domnești, comuna Domnești           | cătunul Cațiche          | sec.XVI-XVIII                   |            |            | Încărcați imagine | Raportați eroare |
| 102589.02.01 (Cod LMI: IF-I-m-B-15189.02) | Situl arheologic de la Domnești - "cătunul Cațiche" / ansamblu anonim (Categorie: locuire civilă) (Tip: Așezare)      | sat Domnești, comuna Domnești           | cătunul Cațiche          |                                 |            |            | Încărcați imagine | Raportați eroare |
| 102589.02.02 (Cod LMI: IF-I-m-B-15189.01) | Situl arheologic de la Domnești - "cătunul Cațiche" / ansamblu anonim (Categorie: locuire civilă) (Tip: Așezare)      | sat Domnești, comuna Domnești           | cătunul Cațiche          | sec. XV - XVI                   |            |            | Încărcați imagine | Raportați eroare |
| 102589.03.01 (Cod LMI: IF-I-m-A-15190.04) | Situl arheologic de la Domnești-malul stâng al Sabarului / ansamblu anonim (Categorie: locuire civilă) (Tip: Așezare) | sat Domnești, comuna Domnești           | malul stâng al Sabarului |                                 |            |            | Încărcați imagine | Raportați eroare |
| 102589.03.02 (Cod LMI: IF-I-m-A-15190.03) | Situl arheologic de la Domnești-malul stâng al Sabarului / ansamblu anonim (Categorie: locuire civilă) (Tip: Așezare) | sat Domnești, comuna Domnești           | malul stâng al Sabarului | sec. III - IV                   |            |            | Încărcați imagine | Raportați eroare |
| 102589.03.03 (Cod LMI: IF-I-m-A-15190.02) | Situl arheologic de la Domnești-malul stâng al Sabarului / ansamblu anonim (Categorie: locuire civilă) (Tip: Așezare) | sat Domnești, comuna Domnești           | malul stâng al Sabarului | sec. IX - XI                    |            |            | Încărcați imagine | Raportați eroare |
| 102589.03.04 (Cod LMI: IF-I-m-A-15190.01) | Situl arheologic de la Domnești-malul stâng al Sabarului / ansamblu anonim (Categorie: locuire civilă) (Tip: Așezare) | sat Domnești, comuna Domnești           | malul stâng al Sabarului | sec. XIV - XVIII                |            |            | Încărcați imagine | Raportați eroare |
| 105598.01.01 (Cod LMI: IF-I-m-B-15185.01) | Situl arheologic de la Dimieni / ansamblu anonim (Categorie: locuire) (Tip: Așezare)                                  | sat Dimieni, comuna Tunari              |                          | daco-romană                     |            |            | Încărcați imagine | Raportați eroare |
| 105598.01.02 (Cod LMI: IF-I-m-B-15185.02) | Situl arheologic de la Dimieni / ansamblu anonim (Categorie: locuire) (Tip: Necropolă de incinerație)                 | sat Dimieni, comuna Tunari              |                          | sec. II-I a.Ch                  |            |            | Încărcați imagine | Raportați eroare |
| 105598.01.03 (Cod LMI: IF-I-m-B-15185.03) | Situl arheologic de la Dimieni / ansamblu anonim (Categorie: locuire) (Tip: Așezare)                                  | sat Dimieni, comuna Tunari              |                          | sec. II-I a.Ch                  |            |            | Încărcați imagine | Raportați eroare |
| 105598.02.01 (Cod LMI: IF-I-m-B-15186.01) | Situl arheologic de la Dimieni / ansamblu anonim (Categorie: locuire) (Tip: Necropolă)                                | sat Dimieni, comuna Tunari              |                          | sec. XVII                       |            |            | Încărcați imagine | Raportați eroare |
| 105598.02.02 (Cod LMI: IF-I-m-B-15186.02) | Situl arheologic de la Dimieni / ansamblu anonim (Categorie: locuire) (Tip: Așezare)                                  | sat Dimieni, comuna Tunari              |                          | sec.XVII                        |            |            | Încărcați imagine | Raportați eroare |
| 105598.02.03 (Cod LMI: IF-I-m-B-15186.03) | Situl arheologic de la Dimieni / ansamblu anonim (Categorie: locuire) (Tip: Așezare)                                  | sat Dimieni, comuna Tunari              |                          |                                 |            |            | Încărcați imagine | Raportați eroare |
| 105598.03.01 (Cod LMI: IF-I-s-B-15187)    | Așezarea geto-dacică de la Dimieni / ansamblu anonim (Categorie: locuire) (Tip: Așezare)                              | sat Dimieni, comuna Tunari              |                          | getică                          |            |            | Încărcați imagine | Raportați eroare |
| 100987.03.01 (Cod LMI: IF-I-m-B-20257.01) | Situl arheologic de la Dumbrăveni / ansamblu anonim (Categorie: locuire) (Tip: Așezare)                               | sat Dumbrăveni, comuna Balotești        |                          |                                 |            |            | Încărcați imagine | Raportați eroare |
| 100987.03.02 (Cod LMI: IF-I-m-B-20257.02) | Situl arheologic de la Dumbrăveni / ansamblu anonim (Categorie: locuire) (Tip: Așezare)                               | sat Dumbrăveni, comuna Balotești        |                          | sec. IX-X                       |            |            | Încărcați imagine | Raportați eroare |
| 100987.03.03 (Cod LMI: IF-I-m-B-20257.03) | Situl arheologic de la Dumbrăveni / ansamblu anonim (Categorie: locuire) (Tip: Așezare)                               | sat Dumbrăveni, comuna Balotești        |                          | sec. II-III                     |            |            | Încărcați imagine | Raportați eroare |
| 100987.03.04 (Cod LMI: IF-I-m-B-20257.04) | Situl arheologic de la Dumbrăveni / ansamblu anonim (Categorie: locuire) (Tip: Așezare)                               | sat Dumbrăveni, comuna Balotești        |                          | getică sec. II-I a.Ch           |            |            | Încărcați imagine | Raportați eroare |